# Dibbuks
Dibbuks o Dib-buks (paraula que pretén significar "llibres dibuixats") és una editorial espanyola, situada en Madrid, que es dedica a la producció de còmics i llibres il·lustrats, tant per a joves com per a adults, en una gran proporció d'autors espanyols. Va ser fundada el 2004 per Ricardo Esteban, que hi va exercir d'editor fins al 2019. El 2016, el 70% de les seves accions van ser adquirides per l'editorial barcelonina Malpaso.

## Trajectòria
Ricardo Esteban, consultor de recursos humans, editava des dels anys 90 la revista sectorial Training & Development Digest, on comptava amb col·laboracions de destacats il·lustradors espanyols. El 2005 decideix crear una editorial específicament dedicada a produir llibres il·lustrats.
En 2006, El Banyán Vermell de Carlos Vermut va obtenir quatre nominacions als premis del Saló del Còmic de Barcelona.
Entre 2007 i 2010, Dibbuks va intentar recuperar el format de revistes antològiques (gairebé desaparegut del mercat espanyol) amb El Manglar, que des de la seva fundació va pretendre servir de plataforma als nous valors del país. El coordinador d'aquesta revista bimestral va ser Manuel Bartual. Malgrat això, les baixes vendes en quioscs van propiciar la seva desaparició en 2010.
El març de 2010 es va començar a editar Interfaces, una nova revista centrada en aquesta ocasió en el còmic d'autor i avantguarda.